# Salome (Tizian)
Salome (italsky Salomé con la testa del Battista) je obraz, přisuzovaný Tizianovi, datovaný do roku 1516.
Dříve[kdy?] byli za jeho autory považováni Giorgione, Pordenone a Lotto. Existuje v několika kopiích, tato je považována za nejlepší. Zobrazuje Salome nesoucí hlavu Jana Křtitele na míse. Doprovází ji služka. Dle některých malířových současníků je hlava Jana Tizianovým autoportrétem. Obraz měl několik majitelů a od roku 1794 patří do sbírek Galleria Doria Pamphilj.